# Pagny-lès-Goin
 Pagny-lès-Goin es una población y comuna francesa en la región de Lorena, departamento de Mosela, en el distrito de Metz-Campagne y cantón de Verny.

## Demografía
| 144 | 156 | 136 | 119 | 108 | 163 |
| Para los censos de 1962 a 1999 la población legal corresponde a la población sin duplicidades (Fuente: INSEE [Consultar]) |     |     |     |     |     |